# Locais de competição dos Jogos Olímpicos de Verão de 2016

Mapa destacando as quatro regiões que receberam os eventos

Os Jogos Olímpicos de Verão de 2016, oficialmente conhecidos como "Jogos da XXXI Olimpíada", foram um evento multiesportivo internacional, realizado no Rio de Janeiro, Brasil, entre os dias 5 a 21 de agosto de 2016.
Os eventos ocorreram em dezoito locais existentes - sendo que em oito destes foi requerida alguma remodelação, nove novos locais construídos para os Jogos de Verão e sete locais temporários que foram removidos após os jogos. Cada evento foi realizado em um dos quatro grupos olímpicos segregados geograficamente: Barra, Copacabana, Deodoro e Maracanã. O mesmo foi feito para os Jogos Pan-Americanos de 2007.
Pela primeira vez desde os Jogos Olímpicos de Verão de 1900, as cerimônias de abertura e encerramento dos Jogos Olímpicos de Verão não foram realizadas no mesmo local que os eventos de atletismo. O maior local dos jogos em termos de capacidade de assentos é o Estádio do Maracanã, oficialmente conhecido como Estádio Jornalista Mário Filho, que pode acomodar 74 738 espectadores e serviu como Estádio Olímpico oficial, sediando as cerimônias de abertura e encerramento, bem como as finais de futebol. Além disso, cinco locais fora do Rio de Janeiro receberam eventos de futebol nas cidades de Brasília, Belo Horizonte, Manaus, Salvador e São Paulo.
Após a realização dos Jogos Olímpicos, diversas críticas foram feitas sobre a manutenção do patrimônio permanente. O Parque Olímpico do Rio de Janeiro, responsável por abrigar quatorze instalações dos jogos, foi abandonado desde o mês de agosto de 2016 e o local tornou-se ponto propício para a venda de drogas. Também se relatou que cadeiras estavam quebradas ou fora do lugar, salas fechadas por acúmulo de água e danificação em várias partes do patrimônio por falta de manutenção
e erros na execução da obra. Os eventos realizados no bairro de Deodoro também sofreram abandonos. Considerado um bairro da periferia do Rio de Janeiro, o Estádio de Canoagem Slalom deveria ser desmontado para virar uma piscina coletiva para os moradores, entretanto, a obra não foi feita e resíduos de plástico se acumulavam no local.

## Locais
Os seguintes locais fazem parte do programa dos Jogos, segundo o documento da Prefeitura do Rio de Janeiro a respeito dos locais de competição dos Jogos Olímpicos de Verão de 2016, suas respectivas capacidades e quais esportes receberam: